# HD 166348
HD 166348 is een rode dwerg met een spectraalklasse van M0.V. De ster bevindt zich 43,08 lichtjaar van de zon.